# Joseph Friedrich Knaf
Joseph Friedrich Knaf o Josef (1801 - 1865) fue un médico botánico, micólogo, y briólogo austriaco.

## Eponimia
Géneros
- (Salicaceae) Knafia Opiz[2]

Especies (6+1)
- (Asteraceae) Hieracium knafii Zahn[3]
- (Asteraceae) Hieracium knafianum Arv.-Touv.[4]
- (Onagraceae) Epilobium knafii Rubner[5]
- (Polygonaceae) Rumex × knafii Čelak.[6]